# Камень (Львувецький повіт)
Камень (пол. Kamień, нім. Steine) — село в Польщі, у гміні Мірськ Львувецького повіту Нижньосілезького воєводства.
Населення — 156 осіб (2011).
У 1975-1998 роках село належало до Єленьоґурського воєводства.

## Демографія
Демографічна структура станом на 31 березня 2011 року:
|          | Загалом | Допрацездатний вік | Працездатний вік | Постпрацездатний вік |
| -------- | ------- | ------------------ | ---------------- | -------------------- |
| Чоловіки | 79      | 16                 | 53               | 10                   |
| Жінки    | 77      | 18                 | 46               | 13                   |
| Разом    | 156     | 34                 | 99               | 23                   |